# Dúzsi Tamás
Dúzsi Tamás (Várdomb, 1949. szeptember 19. –) a szekszárdi borvidék egyik legelismertebb bortermelője. Pincészete 1994-ben a Sióagárd–Leányvár-dűlőben 3,3 hektár kékfrankos szőlő kárpótlásából indult. Kertészmérnökként végzett szőlész-borász szakirányon, de már a gimnáziumot is ilyen osztályban végezte, majd később, a főiskola elvégzése után tanította is ezt a mesterséget, miközben testnevelői diplomát is szerzett. Ezt követően egy ideig egy nagy borászati cégnél dolgozott Szekszárdon. Magántermelőként kezdetben egyedül, majd később segítséggel és a feleségével művelte a szőlőt. Már a kezdetektől palackozta is a borait; 2010-ben az Év Bortermelője címre jelölték.
Az alábbi szőlőfajtákból termelt borokat: kadarka, kékfrankos, merlot, cabernet franc, cabernet sauvignon, siráz (Shiraz), pinot noir, ezerfürtű, olaszrizling. Készít siller jellegű bort és körülbelül nyolcféle rozét is.

## Családja
Ősei, akik a Rajna és a Fekete-erdő környékéről érkeztek Magyarországra, anyai és apai ágon is évszázadok óta foglalkoztak növénytermesztéssel, ezen belül szőlőtermesztéssel is. Anyai ági nagyszülei a kor színvonalához mérten mintagazdaságot tartottak fent,[forrás?] az apai ági nagyszülők pedig borozót is működtettek.

## A kezdetek
Már gyerekkorában magával ragadta a Szekszárd környékén élő gazdálkodóknak a szőlő és bor iránti szeretete, ezért gimnáziumi tanulmányai megkezdésekor - szülei ellenkezése ellenére - az akkor induló szőlész-borász osztályba iratkozott be, majd érettségi után a Gyöngyösi Mezőgazdasági Főiskola szőlész-borász szakán folytatta tanulmányait. Középiskolásként még inkább a szőlő, mint növény érdekelte, később, főiskolásként fordult az érdeklődése komolyabban a borászat felé.
Első munkahelye a szekszárdi mezőgazdasági kombinát volt, ahol a pincét vezette[forrás?], majd szőlészetet és borászatot tanított Lengyelen, a mezőgazdasági szakiskolában. Ezután rokon szakmában, a sör- és üdítőital-gyártásban kezdett dolgozni, a Pannónia Sörgyár szekszárdi telephelyén, itt került közel az italpalackozáshoz. Itt szerzett tapasztalatait kamatoztathatta később az Aliscavin Rt.-nél, ahol ő volt a palackozó vezetője 1986-tól 1994 májusáig, amíg a céget el nem kezdték leépíteni. Együtt dolgozott Vesztergombi Ferenccel és Módos Ernővel, akikkel jelentős sikereket értek el az országos borversenyeken boraikkal.
Első saját bora az 1992-es évjáratú kékfrankos-merlot cuvée volt, mely az 1994-es országos borversenyen aranyérmes lett; ezzel a borral szerzett először ismertséget és elismertséget. Ezekben az években szinte csak vörösborokat készített, kékfrankos szőlőből, mivel akkor még csak ezzel a fajtával rendelkezett, a nagyszülei munkájának köszönhetően megszerzett kárpótlás lehetősége, és az ennek révén megvásárolt 3,3 hektárnyi szőlőterület növényállománya révén.
Már 1994 előtt is rendelkezett kísérleti területekkel, ahol új fajtákat próbált ki Szekszárd egyik szomszédos falujában. Ezt az innovatív vonalat az óta is követi mind a borászat, mind a szőlészet terén.

## A rozékészítés története
1996-ban egy véletlen folytán kezdett rozéborok készítésébe: a leszüretelt szőlő mennyiségéhez az erjesztő tartály túl kicsinek bizonyult, ezért a kékfrankos mustjának egy részét rozénak engedte le. Napjainkra a rozé a Dúzsi Pince forgalmának jelentős részét teszi ki. Ezen borokkal több külföldi neves megmérettetésen is sikereket ért el. 2010-ben Cannes-i Mondial du Rosé-n az általa nyert 5 éremmel a világ legsikeresebb rozétermelői közé került.[forrás?] 2012-ben ugyanezen a versenyen 1 arany- és 3 ezüstérmet kapott. Jelenleg körülbelül 40 éremmel rendelkezik erről a versenyről.